# Necrofilia

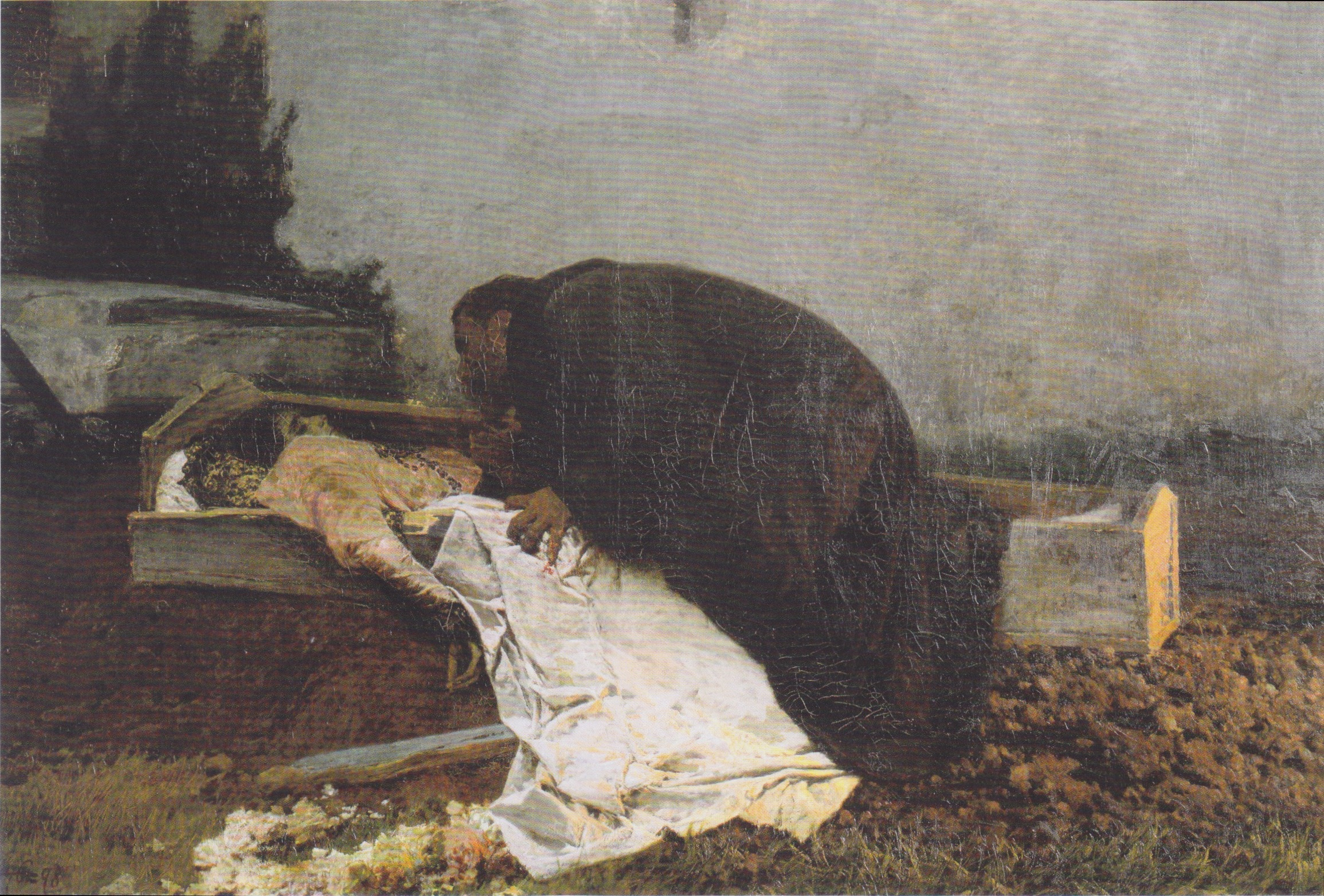
Pietro Pajetta, L'Odio, 1896

La necrofilia è una perversione sessuale (parafilia) che consiste nel provare attrazione sessuale o nel compiere atti sessuali nei confronti di un cadavere. La parola deriva dal greco antico: νεκρός (nekròs; "cadavere" o "morto") e φιλία (philìa; "amore"). È classificata come parafilia sia dall'ICD-10 che dal DSM.
Rosman e Resnick (1989) hanno esaminato le informazioni di 34 casi di necrofilia che descrivono le motivazioni degli individui per i loro comportamenti: questi individui hanno riferito il desiderio di possedere un partner non resistente e non rifiutante (68%), riunione con un partner deceduto (21%), attrazione sessuale per i cadaveri (15%), conforto o superamento dei sentimenti di isolamento (15%) o ricerca di autostima esprimendo potere su una vittima di omicidio (12%).

## Origine del termine
Si pensa che il termine "necrofilia" sia stato coniato dal medico belga Joseph Guislain nelle sue Leçons Orales sur les Phrénopathies, in una conferenza tenuta intorno al 1850, in riferimento al necrofilo contemporaneo François Bertrand:
Il termine è stato reso popolare circa un decennio dopo dallo psichiatra Bénédict Morel, che ha anche discusso il caso di Bertrand.

## Storia
Nel mondo antico i marinai che restituivano i cadaveri nel loro paese d'origine erano spesso accusati di necrofilia. I resoconti della necrofilia nella storia sono sporadici, sebbene documenti scritti suggeriscano che la pratica fosse presente nell'antico Egitto. Erodoto scrive nelle Storie che, per scoraggiare i rapporti con i cadaveri, gli antichi Egizi lasciavano le belle donne decedute a decomporsi per "tre o quattro giorni" prima di consegnarle agli imbalsamatori. Erodoto allude anche alle suggestioni secondo cui il tiranno greco Periandro aveva contaminato il cadavere di sua moglie, impiegando una metafora: "Periandro cuoceva il suo pane in un forno freddo". Gli atti di necrofilia sono raffigurati su ceramiche della cultura Moche, che regnò in Perù settentrionale dal primo all'ottavo secolo d.C.. Un tema comune in questi manufatti è la masturbazione di uno scheletro maschile da parte di una donna vivente. La legge ittita dal XVI secolo a.C. fino al XIII secolo a.C. consentiva esplicitamente il sesso con i morti. In quella che ora è la Cina nord-orientale, l'imperatore di etnia Xianbei, Murong Xi (385-407) ebbe rapporti con il cadavere della sua amata imperatrice Fu Xunying, dopo che quest'ultimo era già freddo e collocato nella bara.
Nell'Italia rinascimentale, dopo la Peste nera e prima dell'Inquisizione romana della Controriforma, la letteratura era piena di riferimenti sessuali; questi includono la necrofilia, come nel caso del poema epico Orlando Innamorato di Matteo Maria Boiardo, pubblicato per la prima volta nel 1483. In un noto esempio moderno, il serial killer americano Jeffrey Dahmer era un necrofilo. Dahmer voleva creare uno schiavo sessuale che acconsentisse insensatamente a tutto ciò che voleva. Quando i suoi tentativi fallirono, e la sua vittima morì, avrebbe mantenuto il cadavere fino a quando non si fosse decomposto oltre ogni possibilità, masturbandosi continuamente e svolgendo rapporti sessuali sul corpo. Anche il serial killer britannico Dennis Nilsen è considerato un necrofilo.

## Classificazione
Nel manuale diagnostico e statistico dei disturbi mentali, quinta edizione (DSM-5), l'interesse sessuale frequente e intenso per i cadaveri può essere diagnosticato in "altri disturbi parafilici specifici" (necrofilia) quando provoca marcato disagio o compromissione in importanti aree di funzionamento.
Esiste anche una classificazione in dieci livelli della necrofilia:
1. Giocatori di ruolo: le persone che si eccitano fingendo che il loro partner sia morto durante l'attività sessuale.
2. Necrofili romantici: persone in lutto che rimangono attaccate al corpo del loro amante morto.
3. Fantasisti necrofili: persone che fantasticano sulla necrofilia, ma in realtà non fanno mai sesso con un cadavere.
4. Necrofili tattili: persone che sono eccitate toccando o accarezzando un cadavere, senza impegnarsi in rapporti sessuali.
5. Necrofili feticistici: persone che rimuovono oggetti (ad es. Mutandine o un tampone) o parti del corpo (ad es. Un dito o genitali) da un cadavere per scopi sessuali, senza impegnarsi in rapporti sessuali.
6. Necromutilomaniaci: persone che traggono piacere dalla mutilazione di un cadavere mentre si masturbano, senza impegnarsi in rapporti sessuali.
7. Necrofili opportunistici: persone che normalmente non hanno interesse per la necrofilia, ma ne approfittano quando si presenta.
8. Necrofili regolari: persone che preferibilmente hanno rapporti con i morti.
9. Necrofili omicidi: necrosadisti[18], persone che commettono un omicidio per fare sesso con la vittima.
10. Necrofili esclusivi: persone che hanno un interesse esclusivo per il sesso con i morti e che non riescono ad avere interesse per un partner vivente.

## Ricerche
La necrofilia è spesso considerata rara, ma non esistono dati per la sua prevalenza nella popolazione generale. Alcuni necrofili fantasticano solo sull'atto, senza realizzarlo. Nel 1958, Klaf e Brown commentarono che, sebbene raramente descritte, le fantasie necrofile possono verificarsi più spesso di quanto si supponga generalmente.
Rosman e Resnick (1989) hanno esaminato 122 casi di necrofilia. Il campione fu diviso in autentici necrofili, che avevano una persistente attrazione per i cadaveri, e pseudo-necrofili, che agivano per opportunità, sadismo o interesse transitorio. Del totale, il 92% era di sesso maschile e l'8% era di sesso femminile. Il 57% dei veri necrofili aveva accesso ai cadaveri per motivi professionali, tra cui impiegati negli obitori, personale ospedaliero o dipendenti dei cimiteri. I ricercatori hanno teorizzato che una delle seguenti situazioni potrebbe essere antecedente alla necrofilia:
1. Il necrofilo sviluppa scarsa autostima, forse in parte a causa di una perdita significativa;
(a) teme molto il rifiuto degli altri e desidera un partner sessuale incapace di respingerlo; e / o
(b) Ha paura della morte e trasforma la paura - per mezzo della formazione reattiva - in desiderio.
2. Sviluppa un'eccitante fantasia sessuale con un cadavere, a volte dopo l'esposizione a un cadavere.

Gli autori hanno riferito che, del loro campione di autentici necrofili:
- Il 68% era motivato dal desiderio di un partner che non resisteva e non respingeva;
- il 21% da un desiderio di ricongiungimento con un partner perduto;
- il 15% per attrazione sessuale nei confronti dei morti;
- il 15% da un desiderio di conforto o di superare i sentimenti di isolamento
- il 12% dal desiderio di porre rimedio alla scarsa autostima esprimendo potere su un cadavere.

Il loro QI medio era limitato, ma non anormalmente basso. Circa la metà del campione presentava un disturbo di personalità e l'11% dei veri necrofili erano psicotici. Rosman e Resnick concludono che i loro dati sfidano la visione convenzionale dei necrofili come generalmente psicotici, mentalmente carenti o incapaci di ottenere un partner consenziente.

## Aspetti legali
La necrofilia costituisce reato nella maggior parte dei paesi del mondo. In Italia è compresa nel reato di vilipendio di cadavere, che può portare a una reclusione da 3 a 6 anni.

## Casi di cronaca celebri

### Il caso di Carl Tanzler
Un famoso caso di necrofilia fu quello di Carl Tanzler, radiologo statunitense di origini tedesche di Key West in Florida, che nel 1931 curò invano una paziente ventunenne (Elena Milagro Hoyos) malata di tubercolosi.
La donna morì e il medico pagò ai genitori un mausoleo in cui tenere il corpo, per evitare la decomposizione. Due anni dopo rubò il corpo e lo collocò nel proprio letto, tenendo un guardaroba apposito per vestirlo.

### Ted Bundy
Ted Bundy, serial killer americano attivo tra il 1974 e il 1978, adescava le sue giovani vittime perlopiù presso residence universitari, con la solita scusa del braccio ingessato, per poi ucciderle e spesso infierire con atti sessuali sul loro corpo.

### Dennis Nilsen
Dennis Nilsen, serial killer britannico attivo dal 1978 al 1983. Omosessuale, uccideva le proprie vittime attirandole a casa sua. Conservava i corpi anche per settimane o mesi, compiendo con essi atti di necrofilia.

### Jeffrey Dahmer, il mostro di Milwaukee
Uno dei più noti casi è quello di Jeffrey Dahmer che uccise 17 giovani maschi fra il 1978 e il 1991, abusando sessualmente dei loro cadaveri.

### Henry Lee Lucas
Il serial killer Henry Lee Lucas; oltre a seviziare le vittime vive, compiva anche atti di necrofilia dopo gli omicidi.